# Treuchtlinger Kurier
Der Treuchtlinger Kurier (TK) ist eine Tageszeitung, die ihren Mantelteil von den Nürnberger Nachrichten bezieht. Es handelt sich somit um ein Kopfblatt. Die Redaktion der Zeitung befand sich bis 2022 in der Hauptstraße 19 in der namensgebenden Stadt Treuchtlingen im mittelfränkischen Landkreis Weißenburg-Gunzenhausen.
Der Zeitungsverlag ist seit 2025 die Druckerei Braun und Elbel GmbH & Co. KG in Weißenburg. Die verkaufte Auflage beträgt mit dem Weißenburger Tagblatt zusammen 8189 Exemplare, ein Minus von 30,9 Prozent seit 1998.

## Geschichte
Die Zeitung wurde 1887 als Amtsblatt für den Magistrat Treuchtlingen und Anzeigeblatt für Treuchtlingen und Umgebung von Johann Christian Leidel gegründet. Anfangs erschien der Treuchtlinger Kurier zweimal wöchentlich, ab dem Ersten Weltkrieg dreimal wöchentlich, ab 1923 viermal wöchentlich. Seit 1930 residiert die Zeitungsredaktion samt -verlag im ehemaligen Gebäude der Hypobank. Die Zeitung diente in den 1920er Jahren als Amtsblatt des Amtsgerichtsbezirks Weißenburg. Ab 1939 erschien die Zeitung im Zuge der Gleichschaltung im Verlag der Fränkischen Tageszeitung, 1943 wurde der Treuchtlinger Kurier gänzlich eingestellt. 1946 erschien der Treuchtlinger Kurier als Anzeigenblatt, ab 1949 als Tageszeitung. Seit 1959 gibt es zusammen mit anderen Zeitungen der Region eine Zusammenarbeit mit den Nürnberger Nachrichten, seit 1969 besteht eine zusätzliche enge Kooperation mit dem Weißenburger Tagblatt.
2022 wurden die Redaktionen des Treuchtlinger Kuriers und des Altmühl-Boten aus Gunzenhausen zusammengelegt. Redaktionssitz war von nun an Gunzenhausen, der zugehörige Zeitungsverlag Emmy Riedel aus Gunzenhausen. Dieser Verlag ging nach der Schließung der eigenen Druckerei im Jahre 2022 in den Schwabacher Verlag Millizer + Riedel auf.
2025 übernahm der Verlag Braun & Elbel den Treuchtlinger Kurier. Die Redaktion des Treuchtlinger Kuriers wurde mit der des Weißenburger Tagblatts, mit der bereits eine enge Kooperation bestand, zusammengelegt.

## Verbreitungsgebiet des Treuchtlinger Kuriers
Der Treuchtlinger Kurier deckt folgende Orte ab:
- Rehlingen, Gemeinde Langenaltheim
- Büttelbronn, Gemeinde Langenaltheim
- Osterdorf, Stadt Pappenheim
- alle Gemeindeteile der Stadt Treuchtlingen

## Auflage
Die Auflage des Treuchtlinger Kuriers wird gemeinsam mit dem Weißenburger Tagblatt ausgewiesen. Die beiden Blätter haben wie die meisten deutschen Tageszeitungen in den vergangenen Jahren an Auflage eingebüßt. Die verkaufte Auflage ist seit 1998 um 30,9 Prozent gesunken. Sie beträgt gegenwärtig 8189 Exemplare. Das entspricht einem Rückgang von 3668 Stück. Der Anteil der Abonnements an der verkauften Auflage liegt bei 92 Prozent.
| 1998  | 1999  | 2000  | 2001  | 2002  | 2003  | 2004  | 2005  | 2006  | 2007  | 2008  | 2009  | 2010  | 2011  | 2012  | 2013  | 2014  | 2015 | 2016 | 2017 | 2018 | 2019 | 2020 | 2021 | 2022 | 2023 | 2024 |
| ----- | ----- | ----- | ----- | ----- | ----- | ----- | ----- | ----- | ----- | ----- | ----- | ----- | ----- | ----- | ----- | ----- | ---- | ---- | ---- | ---- | ---- | ---- | ---- | ---- | ---- | ---- |
| 11857 | 11853 | 11854 | 11921 | 11755 | 11661 | 11444 | 11277 | 11125 | 11027 | 10925 | 10804 | 10697 | 10535 | 10411 | 10229 | 10050 | 9975 | 9894 | 9702 | 9567 | 9252 | 9110 | 8989 | 8739 | 8449 | 8189 |